# Aeroportul Sandane
Aeroportul Sandane (IATA: SDN, ICAO: ENSD) este un aeroport din Comuna Gloppen, Vestland, Norvegia ce deservește zona Sandane⁠(d). Aeroportul a fost tranzitat în 2022 de 40.240 de pasageri. A fost deschis în 1 iulie 1975 și numit după zona deservită.
Situat la o altitudine de 60 m, aeroportul dispune de 1 pistă. Este operat de Avinor⁠(d).

## Infrastructură

### Piste
Aeroportul dispune de o singură pistă. Pista 08/26 are suprafața de asfalt și dimensiunile 970 m × 30 m. 